# Rio Chirivoaia
O Rio Chirivoaia é um rio da Romênia, afluente do Rio Miletin, localizado no distrito de Botoşani.